# Usługa medialna
Usługa medialna – usługa w postaci programu albo audiowizualnej usługi medialnej na żądanie, za którą odpowiedzialność redakcyjną ponosi jej dostawca i której podstawowym celem jest dostarczanie poprzez sieci telekomunikacyjne ogółowi odbiorców audycji, w celach informacyjnych, rozrywkowych lub edukacyjnych. Usługą medialną jest także przekaz handlowy.